# Gurbrü
Gurbrü (en francés Corbruil) es una comuna suiza del cantón de Berna, situada en el distrito administrativo de Berna-Mittelland. Limita al noroeste con la comuna de Kerzers (FR), al este con Wileroltigen, al sur con Ferenbalm, y al suroeste con Ried bei Kerzers (FR).
Hasta el 31 de diciembre de 2009 situada en el distrito de Laupen.

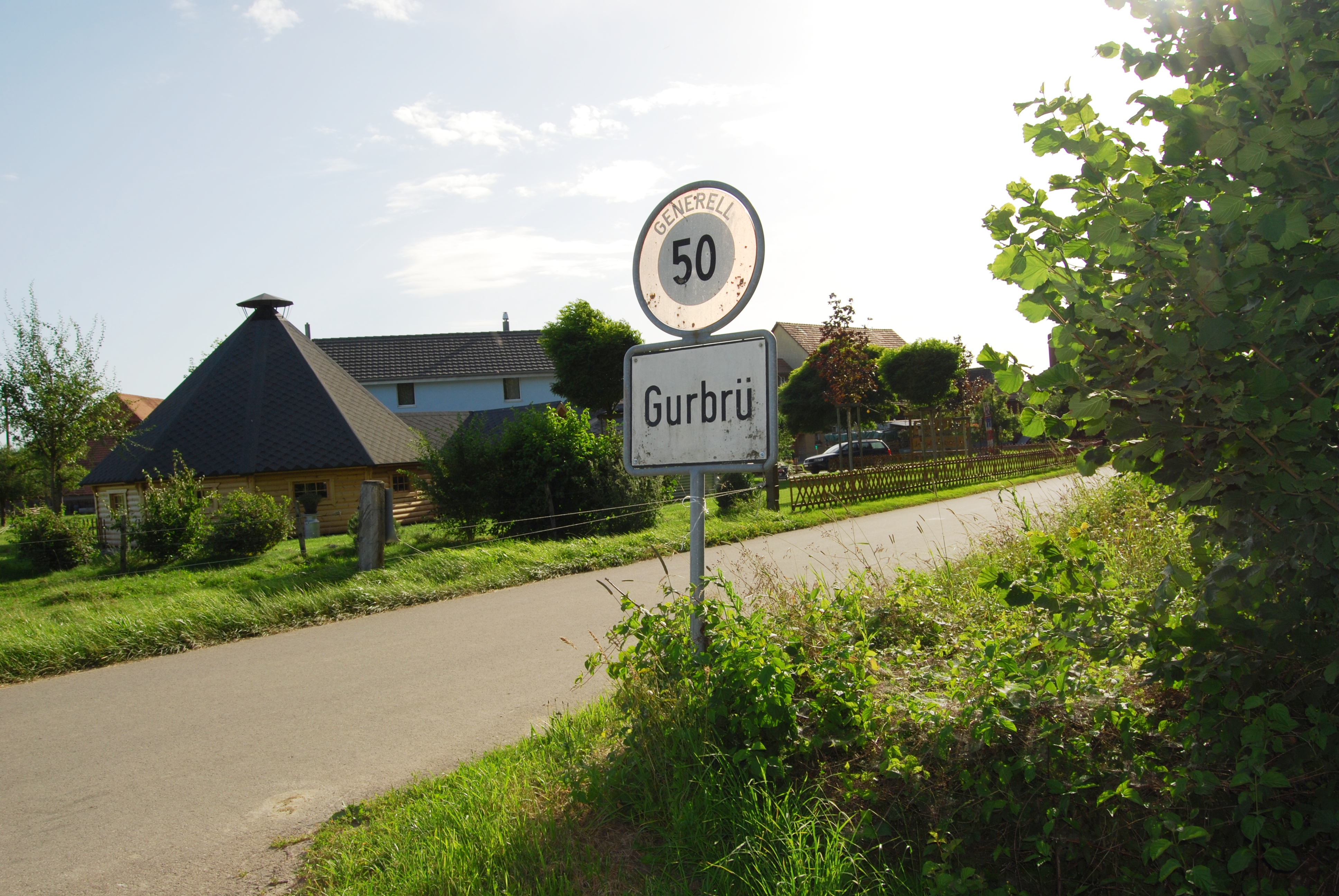
Gurbrü